# Bolgatanga Municipal District
Der Bolgatanga Municipal District im zentralen Norden Ghanas ist einer der neun Distrikte der Upper East Region der Republik und deren Hauptstadt. Einzige Stadt und Hauptort ist die Stadt Bolgatanga. Im Distrikt leben 131.550 Menschen, davon knapp die Hälfte in der Stadt. Knapp die Hälfte (47,7 %) der Einwohner sind jünger als 15 Jahre.

## Ortschaften
Es gibt 213 Ortschaften (communities) im Distrikt, deren größte hier mit ihrer Einwohnerzahl im Jahr 2010 genannt werden:
| - Bolgatanga – 65.549 - Zuarungu Daboro – 3.801 - Yarigabisi – 2.965 - Tongo-Beo – 1.742 - Gambibgo-Azuabisi – 1.602 - Zuarungu-Moshie – 1.374 - Zuarungu Dubila – 1.054 | - Kumbosco – 1.031 - Sherigu Kubelingu Agurubisi – 987 - Sumbrungo Kulbia Nayira – 970 - Sumbrungu Yeobongo Nayine – 938 - Sumbrungu Akanmehbisi – 931 - Yorogo Asorogobisi – 920 - Sokabisi Agulbabisi – 907 |

## Ethnische Struktur und Religion
Die Bewohner des Distriktes gehören ganz überwiegend verschiedenen Gursprachigen Völkern Nordghanas an. Die Stadt Bolgatanga hat jedoch kosmopolitischen Charakter. Hier mischen sich nicht nur verschiedene Völker des Nordens, sondern auch Angehörige der großen ethnischen Gruppen Südghanas, also der Akan, Ewe und Ga.
Fast die Hälfte der Bewohner (49,7 %) sind Christen, 35 % sind Anhänger traditioneller Religionen und 13,2 % sind Muslime.

## Klima und Vegetation
Das Klima ist tropisch mit einer feuchten Jahreszeit von Mai bis Oktober und einer langen Trockenzeit praktisch ohne Niederschlag von Oktober bis April. Die Temperaturen bewegen sich zwischen maximal 45 °C im März/April und minimal 12 °C im Dezember.
Die natürliche Vegetation des Distriktes besteht aus Baum-Savanne, mit Baobab-, Sheanuss- und Akazienbäumen. Die niedere Vegetation wird während der Trockenzeit durch Feuer verbrannt oder von der Sonne ausgetrocknet.

## Wirtschaft
Ein großer Teil der Bevölkerung über 15 Jahre (37,8 %) lebt trotz der städtischen Struktur des Distriktes von der Landwirtschaft, 18,3 % von verarbeitendem Gewerbe, hauptsächlich Handwerk, und im Bereich Handel sind etwa 15 % beschäftigt; 5,5 % arbeiten im Erziehungssektor, daneben gibt es einige Arbeitsplätze in den Bereichen Bergbau (0,5 %) und Bauwesen (3,3 %).
Es existiert eine Leichtindustrie in Form einiger metallverarbeitender Betriebe, Reparatur-Werkstätten, Malerunternehmen usw., die jedoch selten mehr als fünf Personen beschäftigen.